# Skirgölen (Gärdserums socken, Småland)
Skirgölen är en sjö i Åtvidabergs kommun i Småland och ingår i Storåns huvudavrinningsområde.